# Athene vallgornerensis
Espèce
Athene vallgornerensis est une espèce fossile d'oiseaux strigiformes de la famille des Strigidae.

## Aire de répartition
Cette chevêche a été découverte à la cova des Pas de Vallgornera, à Majorque, aux îles Baléares (Espagne).

## Paléoenvironnement
Elle vivait à l'époque géologique du Pléistocène inférieur.

## Étymologie
L'épithète spécifique est nommée en référence au lieu de sa découverte : la cova des Pas de Vallgornera.

## Taxinomie
Cette espèce a été décrite pour la première fois en 2012 par les naturalistes Carmen Guerra, Pere Bover et Josep Antoni Alcover (de) (né en 1954).